# Mike Dunleavy Sr.
Michael Joseph Dunleavy, Sr. (Nueva York, 21 de marzo de 1954) es un exjugador y entrenador de baloncesto estadounidense.

## Carrera

### Jugador
[actualizar]
Jugó en Philadelphia 76ers, Houston Rockets y San Antonio Spurs.

### Entrenador
En 1988-89 y 1989-90, cuando trabajaba en los Bucks como asistente, disputó con el equipo 2 y 5 partidos respectivamente. 
En 1990 debutó en la NBA como técnico principal de Los Angeles Lakers. Ese año, llevó al equipo a las Finales de la NBA, perdiendo ante Chicago Bulls en cinco partidos. 
En 1992 firmó con Milwaukee Bucks para entrenarlos hasta la temporada 1995-96. También hacía las funciones de vicepresidente. Abandonó el equipo como entrenador para operar como general mánager, hasta que aceptó la oferta de Portland Trail Blazers para dirigirlos en 1997. En 1999 fue nombrado mejor entrenador del año. Fue despedido de los Blazers en la temporada 2000-01. En 2003 fichó por Los Angeles Clippers, siendo en 2006 candidato para lograr de nuevo el premio al mejor entrenador del año, finalmente ganado por Avery Johnson de Dallas Mavericks. Esa temporada lideró a los Clippers hasta semifinales de la conferencia oeste. Era la segunda aparición del equipo en playoffs desde que la franquicia dejó la ciudad de Buffalo para mudarse a California.

## Estadísticas de su carrera en la NBA

### Temporada regular
| Año     | Equipo       | PJ  | PT | MPP  | %TC  | %3P  | %TL   | RPP | APP | ROB | TPP | PPP  |
| ------- | ------------ | --- | -- | ---- | ---- | ---- | ----- | --- | --- | --- | --- | ---- |
| 1976–77 | Philadelphia | 32  | -  | 11.2 | .414 | -    | .756  | 1.1 | 1.8 | 0.4 | 0.1 | 4.8  |
| 1977–78 | Philadelphia | 4   | -  | 4.3  | .429 | -    | 1.000 | 0.3 | 1.5 | 0.3 | 0.0 | 2.0  |
| 1977–78 | Houston      | 11  | -  | 9.3  | .395 | -    | .688  | 0.8 | 2.0 | 0.7 | 0.1 | 4.1  |
| 1978–79 | Houston      | 74  | -  | 20.1 | .506 | -    | .864  | 1.7 | 4.4 | 0.8 | 0.1 | 8.0  |
| 1979–80 | Houston      | 51  | -  | 20.3 | .464 | .150 | .828  | 2.0 | 4.1 | 0.8 | 0.1 | 8.0  |
| 1980–81 | Houston      | 74  | -  | 21.7 | .491 | .063 | .839  | 1.6 | 3.6 | 0.9 | 0.0 | 10.5 |
| 1981–82 | Houston      | 70  | 15 | 18.8 | .458 | .384 | .708  | 1.5 | 3.2 | 0.6 | 0.0 | 7.4  |
| 1982–83 | San Antonio  | 79  | 9  | 20.5 | .418 | .345 | .779  | 1.7 | 5.5 | 0.9 | 0.1 | 7.8  |
| 1983–84 | Milwaukee    | 17  | 12 | 23.8 | .551 | .422 | .800  | 1.6 | 4.6 | 0.7 | 0.1 | 11.2 |
| 1984–85 | Milwaukee    | 19  | 19 | 22.8 | .474 | .340 | .862  | 1.6 | 4.5 | 0.8 | 0.2 | 8.9  |
| 1988–89 | Milwaukee    | 2   | 0  | 2.5  | .500 | .500 | .000  | 0.0 | 0.0 | 0.0 | 0.0 | 1.5  |
| 1989–90 | Milwaukee    | 5   | 0  | 8.6  | .286 | .222 | .875  | 0.4 | 2.0 | 0.2 | 0.0 | 3.4  |
| Total   | Total        | 438 | 55 | 19.2 | .467 | .339 | .810  | 1.6 | 3.9 | 0.8 | 0.1 | 8.0  |

### Playoffs
| Año     | Equipo       | PJ | PT | MPP  | %TC  | %3P  | %TL  | RPP | APP | ROB | TPP | PPP  |
| ------- | ------------ | -- | -- | ---- | ---- | ---- | ---- | --- | --- | --- | --- | ---- |
| 1976–77 | Philadelphia | 11 | -  | 6.2  | .360 | -    | .800 | 0.4 | 0.8 | 0.3 | 0.0 | 2.0  |
| 1978–79 | Houston      | 1  | -  | 10.0 | .000 | -    | .000 | 1.0 | 0.0 | 0.0 | 0.0 | 0.0  |
| 1979–80 | Houston      | 6  | -  | 7.5  | .500 | .000 | .833 | 0.8 | 2.2 | 0.8 | 0.0 | 2.8  |
| 1980–81 | Houston      | 20 | -  | 23.6 | .454 | .400 | .868 | 2.1 | 3.4 | 0.8 | 0.1 | 8.9  |
| 1981–82 | Houston      | 3  | -  | 22.0 | .409 | .000 | .833 | 1.0 | 3.0 | 0.7 | 0.0 | 7.7  |
| 1982–83 | San Antonio  | 11 | -  | 15.8 | .338 | .267 | .692 | 1.2 | 4.5 | 0.8 | 0.1 | 5.5  |
| 1983–84 | Milwaukee    | 15 | -  | 26.2 | .457 | .360 | .917 | 2.3 | 3.1 | 1.1 | 0.0 | 11.3 |
| Total   | Total        | 67 | -  | 18.3 | .428 | .317 | .856 | 1.5 | 2.9 | 0.8 | 0.0 | 7.0  |

## Vida personal
Dunleavy tiene tres hijos: Mike Dunleavy Jr., número tres del draft del año 2002, Baker Dunleavy y James Dunleavy, también jugadores de baloncesto.